# Liste des volcans de Géorgie
Cet article recense les volcans de Géorgie. 

## Liste
| Nom          | Altitude | Dernière éruption | Coordonnées          |
| ------------ | -------- | ----------------- | -------------------- |
| Chavnabada   | +2 929,  | Inconnue          | 41° 37′ N, 43° 42′ E |
| Kabargin Oth | +3 650,  | Holocène          | 42° 33′ N, 44° 00′ E |
| Kazbek       | +5 050,  | 750 av. J.-C.     | 42° 42′ N, 44° 30′ E |
| Plateau Keli | +3 750,  | Holocène          | 42° 27′ N, 44° 15′ E |
| Khabarjina   | +3 142,  | Inconnue          | 42° 43′ N, 44° 33′ E |
| Samsari      | +3 400,  | Holocène          | 41° 33′ N, 43° 36′ E |